# Notiphila impunctata
Notiphila impunctata är en tvåvingeart som beskrevs av Meijere 1908. Notiphila impunctata ingår i släktet Notiphila och familjen vattenflugor. Inga underarter finns listade i Catalogue of Life.